# Laminoir à plaques

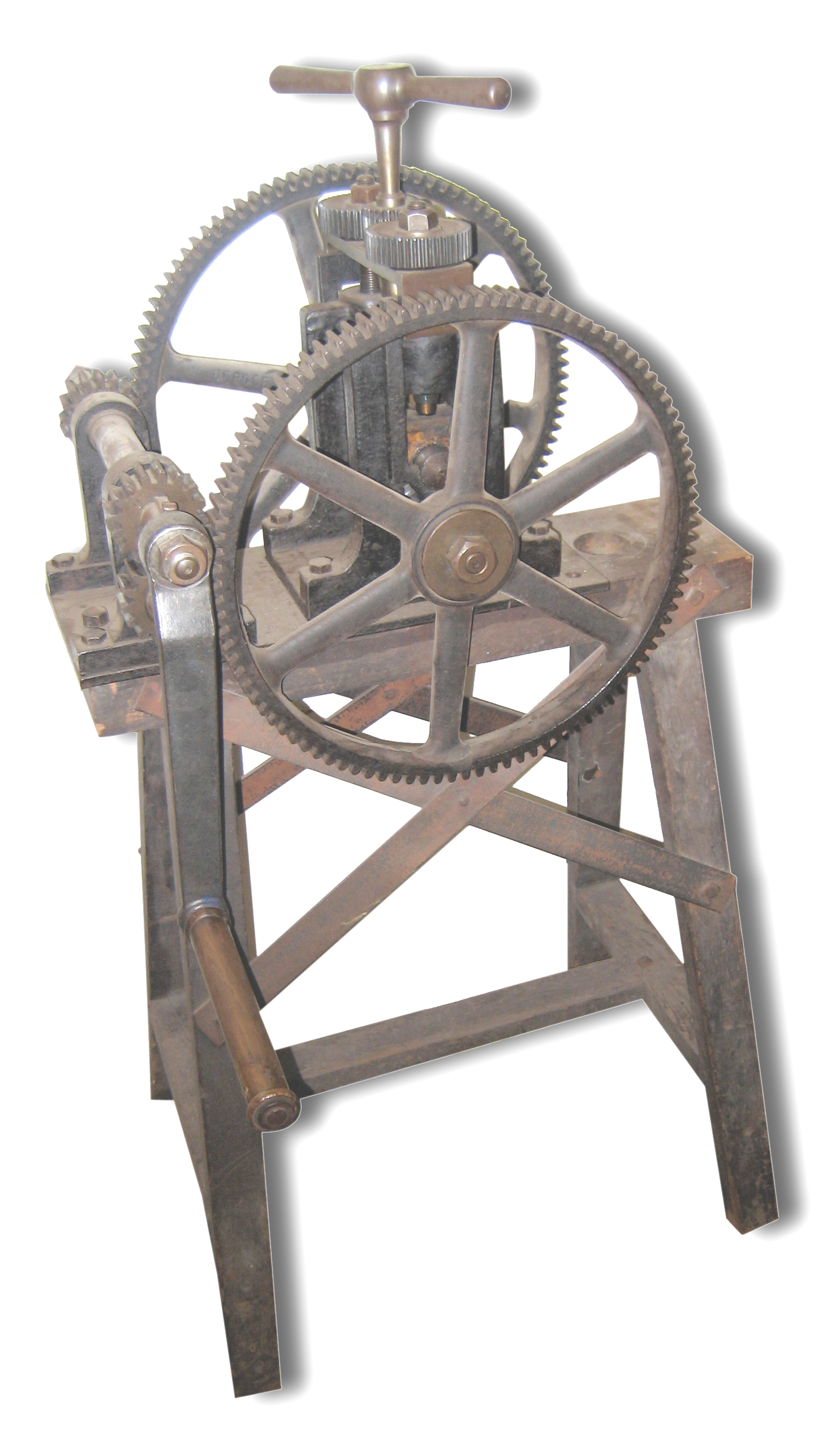
Laminoir à plaques manuel

Le laminoir à plaques est un outil de bijoutier destiné à transformer des lingots en plaques.
Il est composé de deux cylindres d'acier rectifiés et polis, tournant l'un au-dessus de l'autre en sens inverse et fixés dans un  bâti. L'intervalle qui les sépare se règle, permettant choisir l'épaisseur de la plaque.